# Droga wojewódzka 400
Die Droga wojewódzka 400 (DW 400) ist eine zwei Kilometer lange Droga wojewódzka (Woiwodschaftsstraße) in der polnischen Woiwodschaft Kujawien-Pommern, die Więcławice mit Latkowo verbindet. Die Strecke liegt im Powiat Inowrocławski.

## Streckenverlauf
Woiwodschaft Kujawien-Pommern, Powiat Inowrocławski
- Więcławice
-  Latkowo (Sommerfeld) (DK 15)